# Trichophaga mormopis
Trichophaga mormopis är en fjärilsart som beskrevs av Edward Meyrick 1935. Trichophaga mormopis ingår i släktet Trichophaga och familjen äkta malar. Inga underarter finns listade i Catalogue of Life.